# Cabul

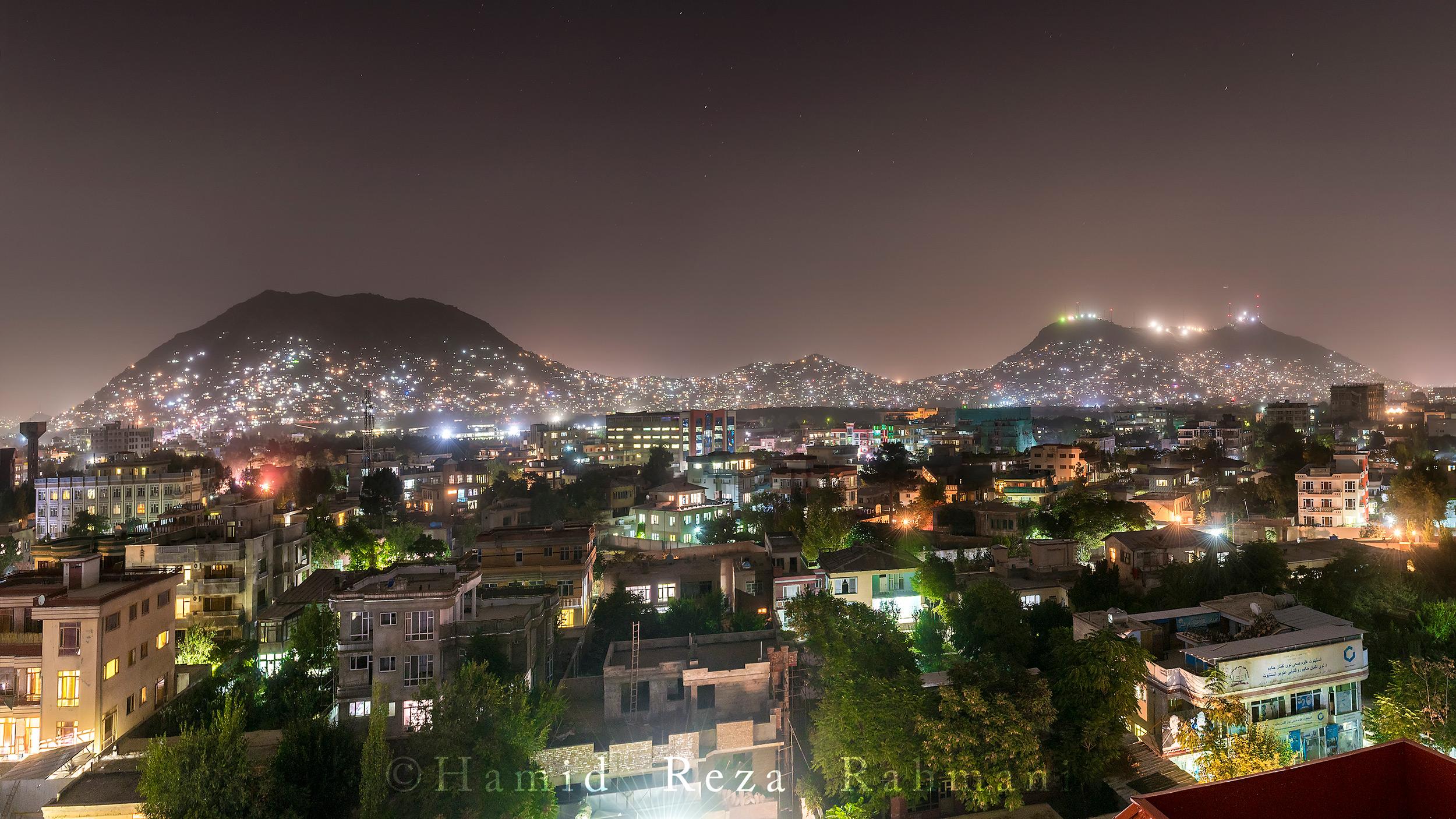
Cabul, vista a noite

Cabul ou Cábul (em persa: کابل; romaniz.: Kābul, AFI: [kɒːbʊl]; em Língua pastó: کابل, Kābəl, AFI: [kɑbəl]) é a capital e mais populosa cidade do Afeganistão. Cabul é, também, a capital da província de Cabul. Localiza-se no vale do rio Cabul e tem 3 573 000 de habitantes em sua região metropolitana, de acordo com estimativa oficial de 2009, que inclui tadjiques, hazaras e pachtuns, um número menor de afegãos pertencentes a outros grupos étnicos. É a 64ª maior cidade e a quinta que mais cresce no mundo.
Cabul possui mais de 3 500 anos de idade; foi disputada por muitos impérios sobre o vale para a sua localização estratégica ao longo das rotas comerciais da Ásia Central e Meridional. Fazia-se no extremo leste do Império Medo antes de se tornar parte do Império Aquemênida. Em 331 a.C., Alexandre, o Grande, derrotou os Aquemênidas e a área tornou-se parte do Império Selêucida seguido pelo Império Máuria. Até o século I d.C., tornou-se a capital do Império Cuchana. Mais tarde, foi controlado pelo Xais de Cabul, o Império Safárida, o Império Gasnévida, o Império Gúrida e outros.
Em agosto de 2021, o Talibã retomou o controle da cidade, após terem sido expulsos quase vinte anos antes.

## História
Tem mais de 3 500 anos de história, tendo sido disputada por diversos impérios e reinos, devido à sua posição estratégica ao longo das rotas de comércio da Ásia Meridional e da Ásia Central. É a capital afegã desde 1776.
É reconhecida pela sua recente e turbulenta história. Em 1979, o país foi invadido pela União Soviética, durando o seu domínio aproximadamente dez anos. Com a retirada das tropas soviéticas, deu-se início à guerra civil, sendo dominada pelos talibãs em 1996 e, finalmente, ocupada pela OTAN em 2001. Ultimamente, esses conflitos ganharam um destaque maior perante o mundo, devido ao best-seller The Kite Runner (O Caçador de Pipas) e pelo livro A Thousand Splendid Suns (A cidade do sol), escrito por Khaled Hosseini, que fugiu para os Estados Unidos aos dezessete anos de idade.
Todos estes conflitos acabaram por destruir a cidade, chegando até a haver uma suspensão no fornecimento de água potável e na energia da cidade. Desde o ano de 2003, a cidade começou a ser lentamente reconstruída.
Em 15 de agosto de 2021, a cidade de Cabul foi retomada por forças do Talibã, que se estabeleceram novamente no comando do país.

## Economia
A economia de Cabul, devido a diversas guerras e conflitos nas últimas décadas, ainda é enfraquecida, sendo muito dependente de exportações de produtos primários, como frutas secas, nozes, couro e lã de ovelhas. Nos produtos manufaturados, destacam-se os tapetes afegãos e móveis.
No início do século XXI, o país como um todo, recebeu ajuda financeira internacional pelos Estados Unidos, para investimento na parte de desenvolvimento urbano e económico.